# 퍼시픽해안고속도로역
퍼시픽해안고속도로역(Pacific Coast Highway)은 로스앤젤레스 군 광역철도의 파란선 역 중 하나이다. 섬식 승강장 구조를 가지고 있으며, 롱비치의 롱비치 대로(Long Beach Boulevard)와 퍼시픽 해안 고속도로 교차로의 중간 지점에 위치하고 있다.

## 역 구조
| 1층 승강장 | 남행                            | ← 파란선 다운타운 롱비치 방면 (애너하임) |
| 1층 승강장 | 섬식 승강장, 왼쪽 출입문이 열림 |                                          |
| 1층 승강장 | 북행                            | → 파란선 7가/메트로센터 방면 (윌로가) →  |

## 역 정보

### 열차 운행 정보
파란선 운행 시간은 매일 오전 5시부터 오전 12시 45분까지이다.

### 연결 가능한 버스
- 메트로 로컬: 60 (늦은 밤과 이른 아침에만 운용)
- 롱비치 트랜싯: 1, 51, 52, 171, 172, 173, 174, 176 Zap

## 역세권 정보
- 롱비치 공예 고등학교(영어판)